# Hydractinia americana
Hydractinia americana är en nässeldjursart som beskrevs av Edwards 1972. Hydractinia americana ingår i släktet Hydractinia och familjen Hydractiniidae. Inga underarter finns listade i Catalogue of Life.